# كلف نجمي

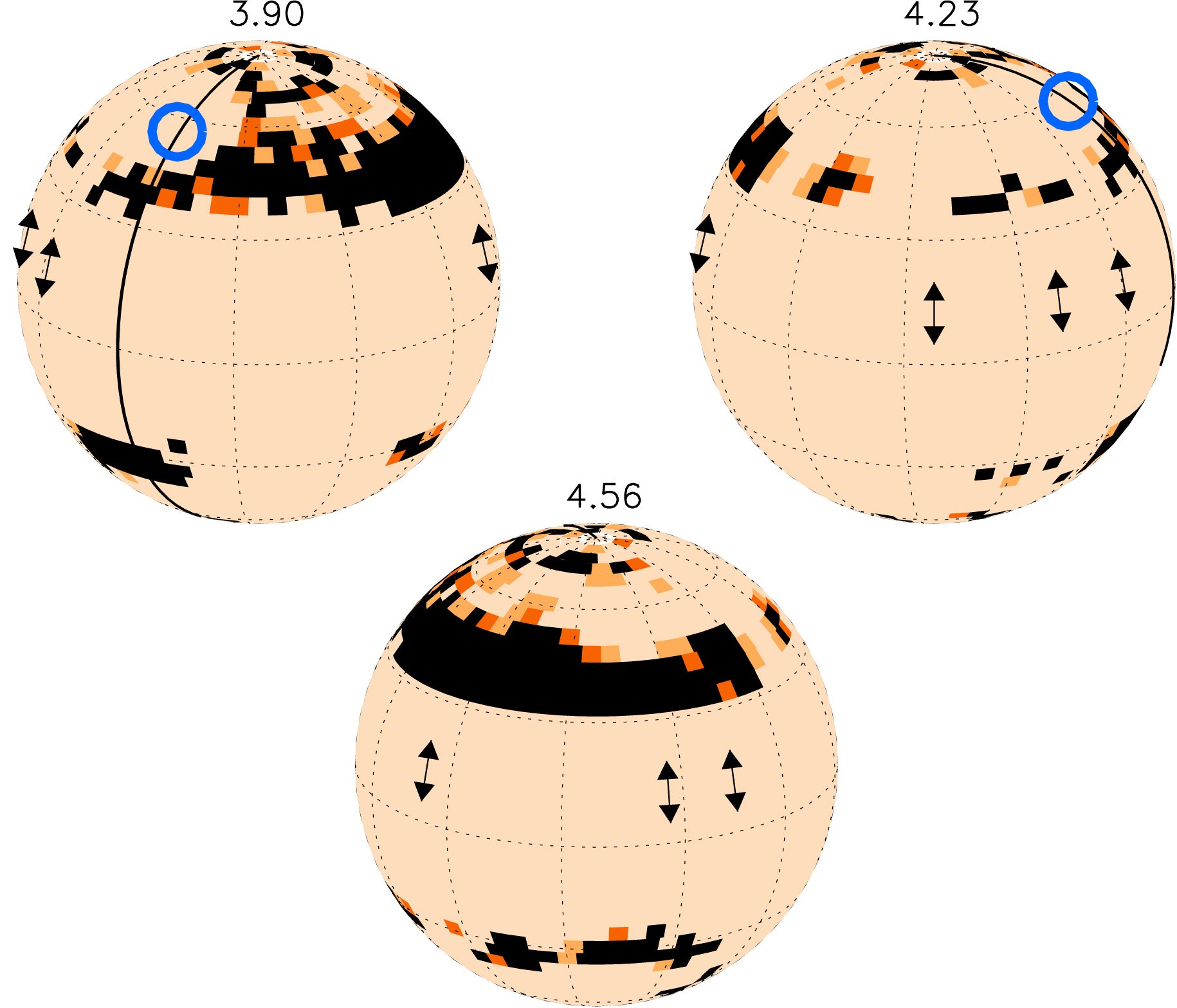

الكلف نجمي هي ظاهرة نجمية على الشمس، تسمى كلفة شمسية، حجم الكلفة الشمسية من الصعب جدا الكشف عنه على النجوم الأخرى لأنها صغيرة جدا لتسبب التقلبات التي يمكن اكتشافها في السطوع. المواضع النجمية المرصودة هي بشكل عام أكبر بكثير من تلك الموجودة على الشمس، وهي تصل إلى حوالي 30٪ من ما يمكن اكتشافه على السطح النجمي، ومشابهة لـ100 موضع نجمي أكبر من تلك الموجودة على الشمس.

## الكشف والقياسات
يستخدم عدة أنواع من الأساليب لكشف وقياس مدى الموضع النجمي .
- من أجل الكشف عن النجوم ذات السرعة الدورية - التصوير دوبلر والتصوير زيمان-دوبلر.

مع تقنية التصوير زيمان-دوبلر يمكن تحديد اتجاه المجال المغناطيسي على النجوم عندما يتم تقسيم الخطوط الطيفية وفقا لتأثير زيمان، والكشف عن اتجاه وحجم الحقل.
- بالنسبة للنجوم ذات السرعة الدورية البطيئة - خط العمق نسبة

يوجد تقنية واحدة لقياس اثنين من الخطوط الطيفية المختلفة،
- واحدة حساسة للحرارة والأخرى ليست كذلك. عندما تكون مواضع النجوم لديها درجة حرارة أقل من محيطها يغير الخط الحساس للحرارة عمقها. من الفرق بين هذين الخطين يمكن حساب درجة الحرارة وحجم الموضع النجمي، مع درجة حرارة 10K.
- من أجل كسف النجوم الثنائية - رسم خرائط الكسوف ينتج صورا وخرائط من المواضع على كلا النجمين.
- بالنسبة للنجوم التي تعبر مع الكواكب خارج المجموعة الشمسية - انحراف منحنى الضوء.

## درجة الحرارة
مواضع النجوم المرصودة لها درجة الحرارة تصل إلى 500-2000 كلفن وهي أكثر برودة من الفوتوسفير النجمية. هذا الفرق في درجة الحرارة يمكن أن يؤدي إلى تباين للسطوع يصل إلى 0.6 إلى المقادير بين موضع وسطح المحيط. ويبدو أيضا أن يكون هناك علاقة بين درجة حرارة المكان ودرجة حرارة الفوتوسفيرالنجمية، مشيرا إلى أن المواضع النجمية تتصرف على نحو مماثل لأنواع مختلفة من النجوم (لوحظ في G-K الأقزام).

## الأعمار
عمر الموضع النجمي يعتمد على حجمه.
- بالنسبة للمواضع الصغيرة فإن العمر الخاص بها يتناسب مع حجمها، مثل المواضع التي على الشمس.[1]
- بالنسبة للمواضع الكبيرة فإن الحجم يتناسب مع اختلاف الحركة الدائرية للنجم، لكن هناك بعض المؤشرات التي تدل على أن المواضع الكبيرة التي تؤدي إلى اختلافات خفيفة يمكنها البقاء على قيد الحياة لسنوات عديدة حتى في النجوم مع الدوران التفاضلي.[1]

## الدورات النشطة
توزيع المواضع النجمية عبر سطح نجمي يختلف كالحالة الشمسية، ولكنه يختلف عن أنواع مختلفة من النجوم، هذا يتوقف على ما إذا كان النجم ثنائيا أم لا. نفس نوع الدورات النشاط التي تم العثور عليها للشمس يمكن أن يتم رؤيتها من قبل النجوم الأخرى، مطابقا للنظام الشمسي (2 مرات) 11دورة في السنة. بعض النجوم ليس لديها دورات أطول، وربما مماثلة للحدود الدنيا للشمس.

## دورات التقلب المفاجئ
دورة نشاط آخر هو ما يسمى دورة التقلب المفاجئ، مما يعني أن نشاط التحرك على نصف الكرة يتحول من جانب واحد إلى آخر. يمكن أن ينظر إلى الظواهر نفسها على الشمس، مع فترات من 3.8 و 3.65 سنة لنصفي الكرة الشمالي والجنوبي. وتلاحظ الظواهر لكل النجوم الثنائية RS CVN والنجوم الفردية على الرغم من أن مدى الدورات يختلف بين النجوم الثنائية والنجوم الفردية.